# الشرطي الصغير (مجلة)
مجلة الشرطي الصغير هي مجلة أردنية شهرية تصدر عن مديرية الأمن العام، بإدارة العلاقات العامة في الأردن، وينشرها الناشر المستقبل للأبحاث والدراسات. المجلة ثقافية اجتماعية متخصصة شعارها: مجلة الطفل العربي في كل مكان. صدر العدد الأول منها عام 1996م، رئيس تحريرها محمود ناجي عبيدات. عنوان المجلة ص.ب: 935 عمان، الأردن.
تُوجَّه المجلة إلى الأطفال من سن 6 إلى 17 سنة، وتحوي مقدمةً بعنوان «الافتتاحية» تُوقَّع باسم «أسرة التحرير»، وفي صفحة 13 إشارة إلى أن المجلة ترحب بإنتاج الكتاب والشعراء الأردنيين المهتمين بالكتابة للطفل.
تنشر المجلة القصص الكرتونية في حدود لا تتجاوز صفحتين في بعض الأعداد وتصل إلى 8 في أعداد أخرى من بين 32 صفحة ملونة من قطع 20×28سم. كما تهتم المجلة بنشر تعليمات وإشارات المرور مع العودة إلى المدارس، والالتزام بعبور الشارع من ممرات المشاة. وتعتمد أيضاً على الشعر والقصص النثرية وصفحات التوعية المرورية وآدابها وهي تنشر في باب «بين البيت والمدرسة»، كما أن لعبة العدد تهدف إلى تعلم إشارات المرور وهناك توعية بكل ما يهم الأمن العام في الأردن، هناك اهتمام خاص بالرياضة وصفحة فارس العدد لتقدير الصغار الموهوبين في مجالات متعددة، وتعتمد المجلة على مساهمات القراء بالرسوم والقصص والتسالي، وتنشر المجلة صور الأصدقاء على صفحتين، ينشر فيها هاني سويدان. وتعتمد المجلة على الإعلانات الخاصة بالإطفال كالأطعمة كما تنشر إعلانات عن سيارات وعن بنوك أردنية وعربية.

## الأبواب
- أغاريد عربية
- بين البيت والمدرسة
- بيئة
- منوعات
- الطبيعة في الأردن
- رحلة في وطني
- رياضة متنوعة
- فارس العدد
- مساهمات الشرطي الصغير
- واحة الشرطي الصغير
- عصافير الشرطي

## فريق العمل
رئيس التحرير في عام 2003م كان هاني حمدان عبد الجواد، وسكرتارية التحرير فاطمة أحمد حلبية، وعبد الله القرعان.
سكرتارية التحرير: رشيد مشاقبة، سالم أبو رضوان
مستشارو التحرير: علي البتيري، نادية أبو طه، محمود الرجبي.

### الكُتَّاب
- علي البتيري
- نادية أبو طه
- محمود الرجبي
- هاشم غرايبة
- رزان محمد أمين
- ليلى الحمود
- محمد جبار حسن
- ملازم أول محمد عز
- يوسف الغزو
- خالد هيلات وينايه
- عبد الله القرعان
- أرسلان رمضان
- وليد سليمان
- هاني سويدان
- سليمان المشيني

### الرسامون
- نضال البزم
- هيثم حميد
- ميساء أبو رجب
- سحر محمد لحلوح
- فيصل عبد العزيز
- نور الرشدان